# مملكة ميسان

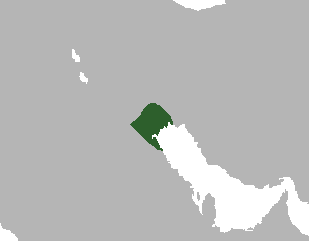
موقع مملكة ميسان

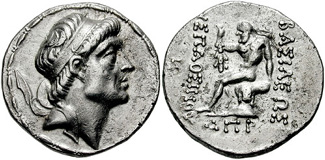
عملة عليها صورة إسباوسينو

مملكة ميسان هي مملكة عربية قديمة، نشأت في جنوب العراق في القرن الثاني قبل الميلاد، وذلك بعد تفكك إمبراطورية الاسكندر المقدوني. كانت عاصمتها خاراكس، التي أسسها الملك (هيسباوسينز) عام 127 ق.م الذي لقبه المؤرخ يوسفيوس بالعربي، امتدت شمالا حتى جنوب بابل في وسط العراق وعيلام جنوبا.
كانت تشكل ميناء مهم على رأس الخليج العربي، حيث سيطرت على الملاحة في الخليج وفي شط العرب وأنهار الكارون ودجلة والفرات. وقد زارها الإمبراطور الروماني تراجان عام 116م وراى السفن تغادر منها إلى الهند، وكان لها قوة عسكرية مهمة حيث احتلت بابل وسيطرت على مناطق كثيرة وهزمت العيلاميين واحتلت مدينة عيلام نفسها.
وكان لمملكة ميسان علاقات في بداية القرن 1 م مع مملكة «حدياب»، وكان أحد الامراء الحديابيين وهو (ايزات) قد قابل أحد التجار اليهود في ميشان واقتنع بالايمان باليهودية فلما عاد أصبح ملكا على حدياب بين 30 -36 م بحسب ما جاء في كتاب (تاريخ يهودا) لفلافوس جوزيفوس:
وظلت المملكة قائمة حتى اكتسحها الملك الأشكاني (متر يدتيس الرابع) في الاعوام (128 -147 م) واحتل عاصمتها ميشان (كرخا) ونقل اهاليها إلى مدينة (فرات - ميشان) التي كانت واقعة على نهر دجلة القديم جنوب المحمرة بحوالي (18 كم) وفي تلك الفترة دخلت المسيحية إلى ميشان خاصة في مدينة جنديشابور بواسطة مبشرين قد قدموا من مدينة انطاكيا وأخذ يطلق عليها (بيت هوزاي) التي ربما أصل كلمة الاهواز، وسميت جنديشابور من قبل ساكنيها (بيت لافاط) أي مكان الهزيمة وانتشرت المسيحية في منطقة بيت قطرايا (قطر) وفي البحرين وفرات - ميشان (قرب البصرة فيما بعد).
حكم هذه المملكة 26 ملكا، وكانت نهايتها على يد أردشير الأول أول ملك للفرس الساسانيين قرابة عام 222 م.
وتقع مدينة العمارة، مركز محافظة ميسان، على مسافة 390 كم إلى الجنوب من العاصمة بغداد.
من مشاهيرها، الجغرافي إسدور (الخاراكسي) والذي كتب كتاب في قياسات الأرض في زمن أغسطس قيصر

## الأهواز
يحدثنا التاريخ العربي عن هجرات في ارجاء الجزيرة العربية ومن حولها وكانت هذة الهجرات تارة طوعیة وتارة لظروف شتی يكون الحدیث عنها واسعا ومنشعبا، وبفضل الدرسات وعملیات التنقیب فی أرجاء الجزیرة العربیة ومن حولها تبین لنا أن هذه الهجرات لها تاریخ طویل ولعل الایام المقبلة تكشف عما نجهله حتی الآن. ومن بین ما كشفته عملیات التنقیب والدرسات الأثریة، آثار ونقود راجعة لدولة عربیة یرجع تاریخها إلی المائة الثانیة قبل المیلاد نشأة وتطورت في غربي الأهواز وجنوب العراق عرفت بـ «مملكة میسان العربیة» التي امیط اللثام عنها في مطلع القرن التاسع عشر.الا انها لم تحظ في الأوساط العلمیة بما تستحقه من دراسة وتنقیب تلیق بمقامها وأهمیتها، وبتبع ذلك ظل الكثیر من الأهوازيین یجهلون فصلاً هاما من فصول تاریخهم العریق علی الرغم إن ما یفصلنا عن أولی الدراسات عن هذه الدولة حتی الآن ما یربو عن القرنین.
برزت معرفة المختصین بمملكة میسان في أوائل القرن التاسع عشر بعد أن ران علیها من النسیان منذ العصور القدیمية. ففي سنة 1818 م لحظ (فیسكونتي) أن الأسماء المكتوبة علی بعض النقود الإغریقیة من أصل شرقي وتشبه أسماء الملوك الذین قال عنهم المؤلفون الكلاسیكیون إنهم حكموا مدینة خاركس ((charaxعند رأس الخلیج. ولقد استطاع جي سانت مارتین في باكورة سنة 1818 أن یعد دراسة صرفیة اشتقاقیة وبلدانیة وتأریخیة بلغت من التمام الحد الذي استطاع أن یدركه ونشرت هذه الدراسة بعد وفاته أي سنة 1837 
ثم توالت هذه الدراسات إلا أنها بقیت حتی الآن خجولة في كثیر من جوانبها تستغیث المزید من الاهتمام والدراسات التاریخیة والأثریة المستفیضة.
"میسان دولة عربیة الأصل ووأشارت المصادر أن سكان میسان الأصلیين عرب منذ أیام الإمبراطوریة الآشوریة نزحوا أصلا من الجزيرة العربية إلی بلاد الشام واستوطن قسم منهم ضفاف الخابور والفرات بین دیر الزور وطرابلس وغیرها من المدن، وقسم آخر استقر شمالي سوریا واسسوا دویلات في حماة ودمشق وحران وحلب كما توغل قسم منهم في بلاد سومر واكد جنوب العراق وزادوا من العنصر السامي في هذه البلاد واستطاعوا أن یكونوا دولة مستقلة في فترة الاحتلال الإخمیني المعاصر تحكم نفسها بنفسها، وهذا یدل أن حكم الإخمیني كان اسمیاً ومن هنا نری أن الإسكندر الكبیر عندما وصل إلی هذه المنطقة في حدود 324 ق.م وجدها تابعة إلی حكم أمیر عربي مستقل 

### عاصمة خاراکس
تقع بقايا خاراكس على بعد حوالي 40 كم شمال البصرة، جنوب محافظة ميسان.على تل كبير يعرف اليوم باسم «الخيابر» في قرب التقاء نهري الكرخة ودجلة.
كانت المدينة شبه مفقودة حتى بدأت الحفريات في الموقع 2016، والتي كشفت ان المدينة تم تصميمها بشكل شبكي مع كتلة سكنية ضخمة تنتمي إلى أكبر الكتل السكنية في العالم وتم الكشف عن أكثر من مبنى لكن لم يتم حفرهما بعد.
قام مجموعة من الخبراء البارزين في العالم في علم الجيوفيزياء وهو الدكتور يورغ فاسبندر مع فريقه من جامعة ميونخ وهم مجهزون بمقياس مغنطيسي للسيزيوم. وقد عملوا مسحا لأكثر من ثمانية هكتارات في عشرة أيام. وقد كانت النتائج تفوق التوقعات، إذ تم الكشف عن أحياء كاملة من المدينة تحت سطح الأرض، بما في ذلك المباني العامة الكبيرة والمنازل السكنية. عكس الاستطلاع بوضوح المخطط الأصلي للمدينة الهلنستية، والذي تم الاحتفاظ به في الفترات اللاحقة.
تم استكشاف المدينة وتسجيلها خلال خريف عام 2017 كما تم رسم خرائط تقريبية للكشف عن حوالي 50 هكتارا من آثار مدينة خاراكس. وتشمل المعالم البارزة التي تم اكتشافها مناطق سكنية واسعة على طراز توزيع شبكي للمنازل، وسلسلة من الأفران وبقايا لقصر أرسايد (الفرثي) تغطي حوالي 10 آلاف متر مربع، أما الفخار الذي وجد في المجسات التنقيبية فيشير إلى أن الآثار التي تم العثور عليها تعود في الغالب إلى حقبة محصورة بين القرن الأول قبل الميلاد والرابع الميلادي.
.
و علی العموم كما أسلفنا إن الإسكندر بنا المدینة في نیسان أو أیار عام 324 ق. م وعلی ما تناقله المؤرخون یبدو أن بناء الاسكندر لهذه المدینة أي خاركس كان بدوافع وأسباب عدیدة منها لتكون المیناء التجاري الرئیسي والمخزن المهم للتجارة بین الشرق والغرب وحمایة عاصمة المقبلة بابل....حیث لجأ الأخیر بعد أن فهم الأهمیة السوقیة للمدن إلی بناء المستعمرات بدوافع معینة تتباین في طبیعتها، حسب ظروف المنطقة والسكان، الغرض منها السیطرة علی مركزیة الإدارة، والأهم منها لغرض نشر الحضارة الهلینیة الاغریقیة في المناطق التي سیطر علیها في الشرق وقد أصبحت مركز شعاع حضاریة. وقد اختار هذا الموقع بدوافع تجاریة لوقوعه علی طرق بحریة رئیسية حیث أراد للمدینه أن تكون حلقة وصل بین عاصمة بابل وموانئ الخلیج من جهة وبین موانئ الجزيرة العربية والهند من جهة أخری 
نشأت هذه الدویلة في ما یبدو اولاً تحت حمایة السلوقيين إذ كانت میسان إحدی أهم الولایات التابعة إلی الدولة السلوقیة وكانوا هولا یولنها الأهمیة البالغة لمكانها السوقي لتعاملاتهم التجاریة. یتبین ذلك من تعیين الملك انطیوخس الثالث موظفا كبیرا لهذه الولایة اسمه تیجون (tychon)كتوم الجیش الأول. وأیضا من الهجوم الذي شنه علی الجر عائین سنة 205 ق.م إثر عودته من الشرق منتصرا.

#### جرفت مدینه خاركس
لكن مماعانت المدینة منه الفیضانات الكثیرة التي كانت تلهم المدینه وتبیدها بین الفینة والاخری حیث جرفت مدینه خاركس مثلا في عهد انطیوخس الثالث وأعاد بنائها انطیوحس الرابع (164-165) وعین فیها رجلا اسمه (hyspaosines)حاكما علیها وكان عمره بین 30 و40 سنة ویعتبر هذا الشخص هو المؤسس الحقیقي لدولة میسان وفي مقدمة ملوكها ویذكر لأول مرة اسمه في المصادر الأثریة سنة 175 ق.م أي قبل تعینه حاكما علی خاركس 
و لكن مع هذا لا‌تزال حتی الآن لم تفصح لنا الكشفیات الاثریة تاریخاً مضبوطاً عن التاریخ الذي تسنم هذا الحاكم السلطة فیه ألی أن الشئ الواضح تقریبا انه استطاع بعد سقوط انطیوخس السابع فی (138/139-129 ق.م) الذي انحسر المد السلوقي فیه ودب الضعف في جسم الدولة السلوقیة وظهره القوة الفرثیة.... ان یحتل بابل في سنة 129 ق.م ویشكل بعد سنتین مملكة عربیة موحدة في بلاد ما بین النهرین. لكن علاقة هذا الملك مع القوة الفرثیة التي نشأت علی انقاض السلوقيین لیست معروفة حتی الآن الا دفاعا عن سیادة مملكة من هجماتهم. لكن الشئ المؤكد هو ان الملك العربي (hyspaosines) شن حربا مع عیلام وهزم قائدها (بیتت) واكتسحت الكثیر من مدن عیلام وخربت اثر ذلك، ثم بعد ذلك أرسل قائد إلی بلاد الماذیین وكان قصده من ذلك انتزاع مقام الصدارة في آسیا الصغری من فرثیا 
وفي تلك السنة التي احتل فیها هذا الملك عیلام (=شمال الأهواز) یبدو أنه حصل علی ثروة كبیرة مكنته من ضرب نقود إعلامیة تخلیدا لانتصارته. وتذكر المصادر التاریخیة ان ملكا باسم ((أبو داكس)) قد خلف الملك الأخیر علی حكم میسان ویتأكد ذلك من خلال مسكوكاته التي تحمل تاریخ 108/109 ق.م التی یظهر فیها شبیها لهیسباوسینس وهي إشارة إلی أنه ابنه وآخر مسكوكة تعود لعام 105/104 ق.م 

#### نهر تيري
واخلف هیسباس، تیرایوس الأول 89/90 ق.م وعرف نفسه بصاحب الخدمة الجلیة وهذ ما تؤكده أعماله الكثیرة في إصلاح نظام الري في مملكته. وهنالك في كتب العربية الإسلامیة ذكر لهذا الملك. إلا أن نسبه إلی تیری من ولد جودرز ((قال الحموی نهر تيري بكسر التاء المثناة من فوقها وياء ساكنة وراء مفتوحة مقصور: بلد من نواحي الأهواز حفره أردشير الأصغر بن بابك. ووجدت في بعض كتب الفرس القديمة أن أردشير بهمن بن أسفنديار وهو قديم قرب من زمن داود النبي عليه السلام حفر نهر المسرقان بالأهواز ودجيل الأهواز [کارون] وأنهار الكور السبع سرق ورامهز: وسوس وجنديسابور ومناذر ونهر تيرى فوهبه لتيرى من ولد جودرز الوزير فسمي به.)) بینما یذهب الكثیر من الباحثین منهم الدكتور مصطفی عبد‌الطیف أستاذ تاریخ الأدب العربي قبل الإسلام إن أسماء هؤلاء الملوك قد تكون صیغا یونانیة معدلة من اعلام عربیة قدیمة.
فمثلا تیری أو تیرایوس قد یكون طیر ایاس أو ثور ایاس العربي
ومهما یكن من أمر استمرت هذه الدولة حتی سنة 225 میلادی وتعاقبت حكامها إلا أن من المؤسف حقا اننا لا نعرف عن الفترة أو العقود النهایة لتاریخ هذه الدولة الا القلیل جدا غیر اننا نسطیع ان نفترض أن هذه الدولة بقیت طیلة الفترة الرومانیة –الفرثیة ولم یتمكن أحد من احتلالها إلا بعد التغيیر الذي طرأ علی المسرح السیاسي آنذاك. بقیام الدولة البیزانطیة وتعاظم دورها مما أدی إلی تغیير الطرق التجاریة وانتقال قسم من تجارة الخلیج إلی البحر الأحمر مما أضعف اقتصاد دولة میسان....إذن فنهایة دولة میسان العربية كما تشیر المصادر إلی ذلك هي سنة 225.م وأن آخر ملك فیها یذكره الطبري هو بندو.
لكن مع ذلك ضل للعرب الحضور الفاعل في هذه الأرض حیث ذكر أهل الأخبار أن عددا من القبائل العربیة في الأهواز وكرمان من بني حنظلة وبكر بن وائل و....في عهد سابور ذي الأكتاف  ويظهر من روايات أهل الأخبار أن السبب الذي دعا بـ«سابور» إلى الفتك بالعرب، هو أن القبائل العربية كانت قد توغلت في جنوب إيران (فارس)، وصار لها سلطان كبير هناك، وتزايد عددها، ثم صارت تتدخل في الأمور الداخلية للدولة الساسانية. فلما أخذ الأمور بيديه، بدأ يضرب هذه القبائل؛ للقضاء على سلطانها.
وأیضا يفهم مما كتبه «كورتيوس روفوس» Curtius Rufus، الذي عاش في العشرات الأولى من القرن الثالث للميلاد، أن العرب كانوا حینذاك في «كرمان» وفي «فارس». ولابد وأن يكون وجودهم في هذه الأماكن قبل هذا العهد بأمد طویل  وأخیرا أتمنی أن تكون دراستي هذه مجرد تحریض أكادیمي للباحثین المختصین لیكملوا المسیرة ولا یجبر مما هم غیر مختصین بالدراسات التاریخیة أن یسبروا اغوار الحدیث فيما هو لیس اختصاصهم.